# 大会経
『大会経』（だいえきょう、巴: Mahāsamaya-sutta, マハーサマヤ・スッタ）とは、パーリ仏典経蔵長部の第20経。『大集会経』（だいしゅうえきょう）とも。
類似の伝統漢訳経典としては、『長阿含経』（大正蔵1）の第19経「大会経」や、『大三摩惹経』（大正蔵19）等がある。
経名は、この経の内容が釈迦の周囲に「天部」の神々が集結した様を描いたものであることに因む。

## 構成

### 登場人物
- 釈迦

### 場面設定
釈迦が500人の比丘と共に、釈迦族が暮らすカピラヴァットゥの森林に滞在していた際、十方世界からあらゆる神々が釈迦を訪ねてやってきた。その神々の名と内容が詳細に述べられていく。

## 日本語訳
- 『南伝大蔵経・経蔵・長部経典2』（第7巻） 大蔵出版
- 『パーリ仏典 長部（ディーガニカーヤ）大篇II』 片山一良訳 大蔵出版
- 『原始仏典 長部経典2』 中村元監修 春秋社